# خزندگان (موریس اشر)
خزندگان (انگلیسی: Reptiles) اثر چاپ سنگی از هنرمند هلندی موریس اشر است که نخستین بار در مارس ۱۹۴۳ چاپ شده‌است. این اثر میز تحریری را به تصویر می‌کشد که بر روی آن یک طراحی دوبعدی از الگوی موزائیک‌کاری‌شده از خزندگان و شش‌ضلعی‌ها قرار دارد. در یک گوشهٔ طراحی، خزندگان به واقعیت‌های سه‌بعدی تبدیل می‌شوند، جان می‌گیرند، و به نظر می‌رسد روی مجموعه‌ای از اشیاء نمادین (از جمله کتابی در مورد طبیعت، یک مثلث هندسی، یک هشت‌وجهی منتظم، یک کاسهٔ مفرغی شامل قوطی کبریت و جعبه سیگار) می‌خزند تا در نهایت از سوی دیگر باز وارد نقاشی شوند. خزندگان، با اینکه به کوچکی مارمولک هستند، چنگ‌های تمساح‌گونه دارند و از سوراخ‌های بینی خزنده‌ای که روی هشت‌وجهی است مانند اژدهایان دود بیرون می‌زند. 
مانند دیگر کارهای اشر، این اثر معنایی گنگ و مرموز دارد. مفسران خزندگان را نماد انسان می‌دانند که از فکر در دو بعد زاده می‌شود با کسب خرد و دانش در طول زندگی خود موجودی سه‌بعدی می‌شود.